# Gracarca
Die Gracarca bzw. Gračarca (ˌgraˑˈt͡ʃaːrˌt͡saˑ; vermutlich von slowenisch grad/gradec „Burg, befestigter Ort“) ist ein Berg südöstlich des Klopeinersees mit einer Höhe von 687 m ü. A., der aus Sattnitzkonglomerat besteht. Die Kote, die westlich davon in der ÖK50 verzeichnet ist, ist der Dreiseenblick mit einer Höhe von 676 m.
Östlich schließt der Georgiberg an.

## Höhensiedlung Gracarca
Interessant ist die Gracarca, außer als Fossilienfundort, als archäologischer Fundort einer Ringbefestigung mit bronzezeitlichen, hallstattzeitlichen, und spätlatènezeitlichen Scherben als Rest einer von der Hallstattzeit bis zur Römerzeit reichenden Siedlung, welche als die nicht zweifelsfrei lokalisierbare frühe norische Hauptstadt Noreia diskutiert wird. Die größte Bedeutung – was unter anderem die Spekulationen zum Thema Noreia auslöste – erlangte die Siedlung nach der Fundlage in der spätkeltischen Zeit.
Die Höhensiedlung Gracarca steht unter Denkmalschutz (Listeneintrag).
Der Kultur(wander)weg Gracarca erschließt von Grabelsdorf den Höhenrücken der Gracarca. Infotafeln vermitteln interessante Informationen über das Kulturerbe aus vergangenen Zeiten.

### Archäologische Ergebnisse

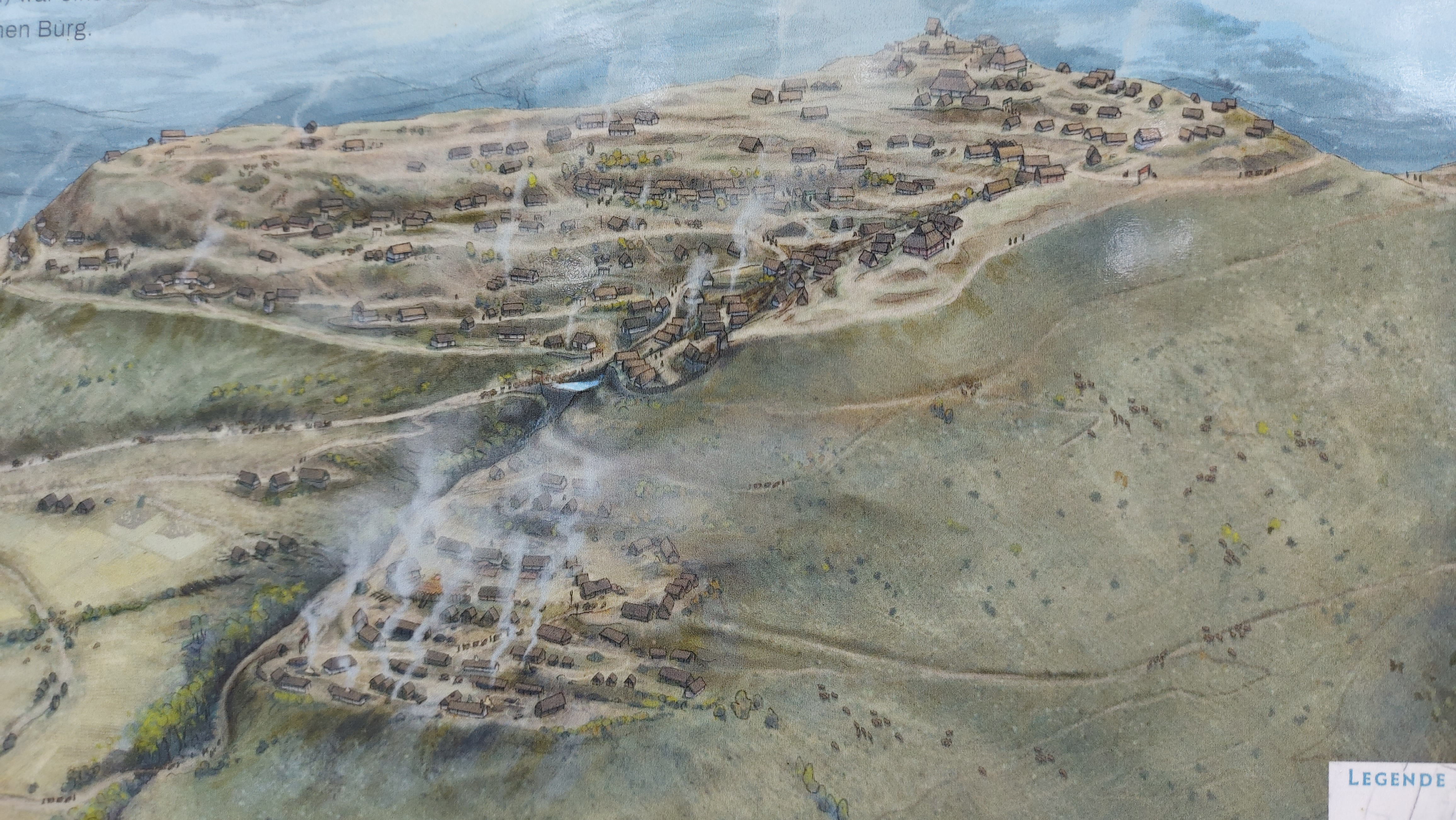
Infotafel Gracarca Siedlung – Aufbaustudie

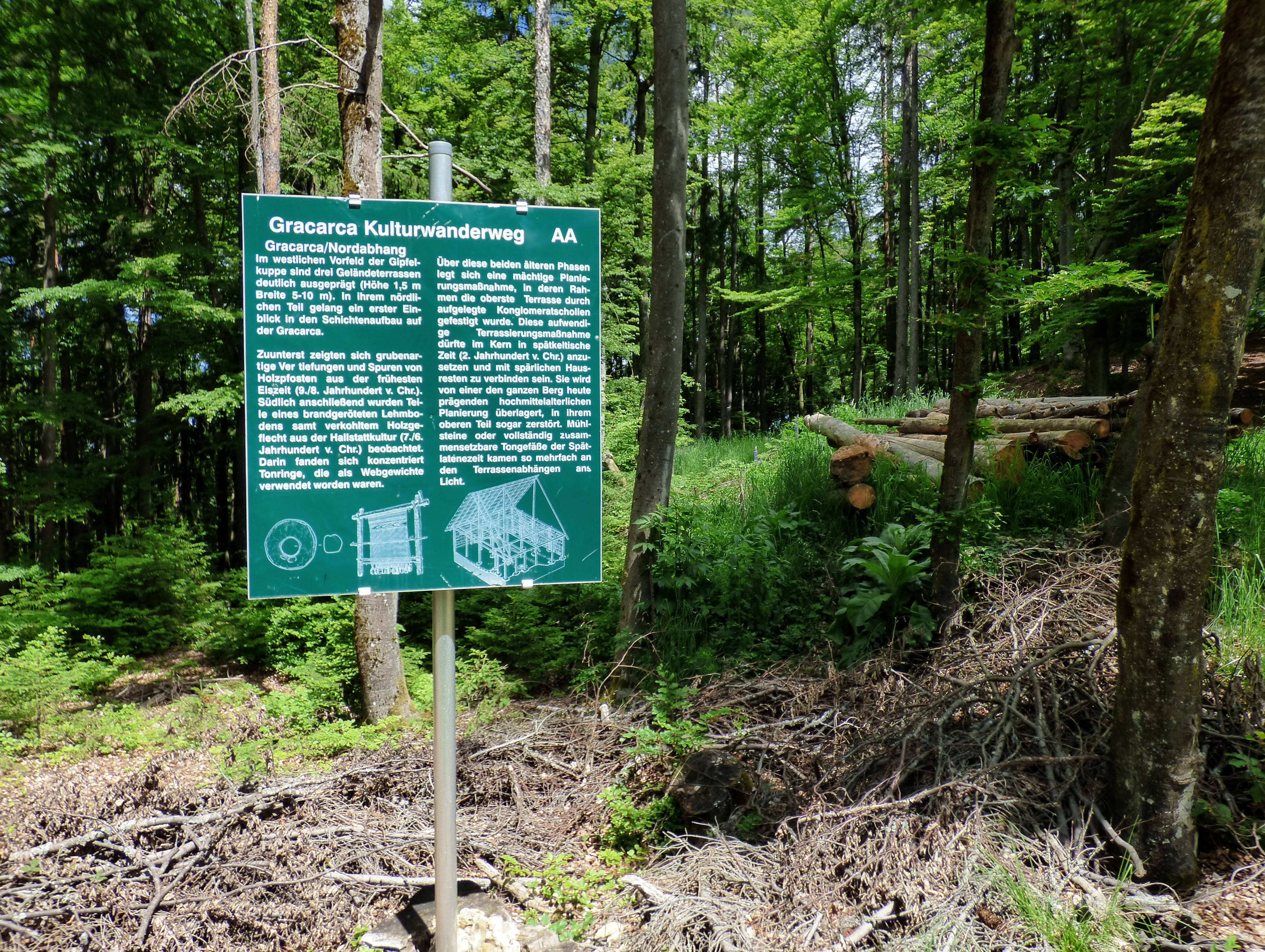
Information zu Grabungsergebnissen

Raubgrabungen durch Sondengänger in den 1980er-Jahren, durch die hunderte Kleinobjekte in den Kunsthandel kamen, machten eine wissenschaftliche Erforschung notwendig. Seit 1992 wurde diese vom Landesmuseum Kärnten durchgeführt und räumlich erweitert. Die Höhensiedlung zeigt keine Befestigungsanlagen, die Gipfelkuppe des Georgiberges weist bisher keine Funde auf. Trotz mittelalterlicher Terrassierungen konnten intakte Siedlungsspuren freigelegt werden, wie eine aus Steinen aufgesetzte Feuerstelle (80 × 80 cm), bei der einige Webstuhlgewichte lagen. In der Nähe fand man ein großes Tongefäß, Teile eines Blockbaues, eine früheisenzeitliche Grube mit Pfostenlöchern und Brandschutt, einen hallstattzeitlichen, ebenfalls abgebrannten Ständerbau und Reste einer spätkeltischen Eisenschmiede mit Schlacken und Luppen aus schmiedbarem Stahl. Dazu wurden auch noch Schmiedewerkzeug und Eisenbarren sowie Spuren von Bronzeverarbeitung entdeckt. Eine Verbindung mit dem Eisenerzabbau bei Hüttenberg kann angenommen werden. Ein römerzeitliches Wassersammelbecken mit rund 100 m² wird in die Endphase der Besiedlung datiert.
Bei Grabelsdorf befinden sich ein Brandgräberfeld und ein ausgeraubtes Hügelgrab. Krieger- und Frauengräber waren an den Beigaben zu identifizieren, Lanzenspitzen in den einen, Schmuck und Spinnwirtel in den anderen Grabstellen. Datiert werden sie von der älteren Eisenzeit bis in die Spätlatènezeit. Viele der Fundobjekte stammen nicht aus heimischer Produktion, sondern waren Importgüter, beispielsweise italisches Tafelgeschirr.
Im Konglomeratgestein sind Negativabdrücke von hier ausgehauenen Mühlsteinen zu sehen, die fälschlich als vorrömische Opfersteine und Fürstenthronsitze interpretiert wurden.
Die Kirche auf dem Georgiberg ist der noch sichtbare Rest einer mittelalterlichen Burg, auch in diesem Bereich wurden neben mittelalterlichen Objekten Kleinfunde aus der Eisenzeit entdeckt. Der Wall an der Südseite ist eine spätmittelalterliche Befestigung. Weitere derartige Anlagen am nordwestlich gelegenen Steiner Berg wurden als römerzeitlich identifiziert, jedoch auch dort sind eisenzeitliche Artefakte ausgegraben worden.